# Сен-Жульєн-Інносанс-Елалі
Сен-Жульєн-Інносанс-Елалі (фр. Saint-Julien-Innocence-Eulalie) — муніципалітет у Франції, у регіоні Нова Аквітанія, департамент Дордонь. Сен-Жульєн-Інносанс-Елалі утворено 1 січня 2019 року шляхом злиття муніципалітетів Сент-Елалі-д'Еме, Сент-Інносанс i Сен-Жульєн-д'Еме. Адміністративним центром муніципалітету є Сент-Інносанс. Населення — 311 осіб (01.01.2021).